# Mathematik

Reutersvärd-Dreieck, das im Kern eine Segmentierung des Penrose-Dreiecks ist, als Veranschaulichung für unmögliche Figuren, die eine Schnittstelle zwischen Kunst und Mathematik darstellen

Die Mathematik (bundesdeutsches Hochdeutsch: [matemaˈtiːk], [matemaˈtik]; österreichisches Hochdeutsch: [mateˈmaːtik]; von altgriechisch μαθηματικὴ τέχνη mathēmatikē téchnē ‚die Kunst des Lernens‘) ist eine Formalwissenschaft, die aus der Untersuchung von geometrischen Figuren und dem Rechnen mit Zahlen entstand. Für Mathematik gibt es keine allgemein anerkannte Definition; heute wird sie üblicherweise als eine Wissenschaft beschrieben, die durch logische Definitionen selbstgeschaffene abstrakte Strukturen mittels der Logik auf ihre Eigenschaften und Muster untersucht.

## Geschichte

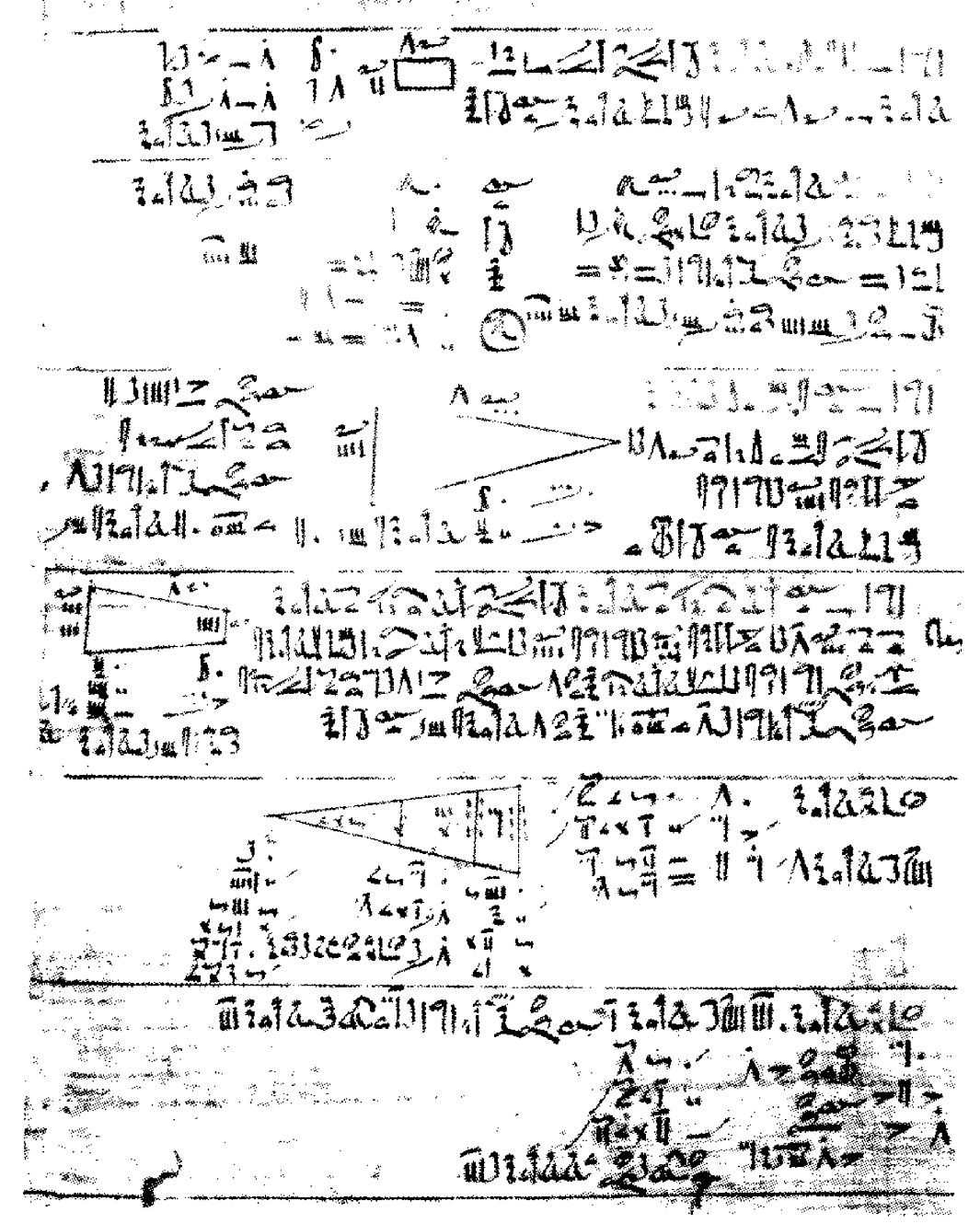
Der ägyptische Papyrus Rhind

Die Mathematik ist eine der ältesten Wissenschaften. Ihre erste Blüte erlebte sie noch vor der Antike in Mesopotamien, Indien und China, später in der Antike in Griechenland und im Hellenismus. Von dort datiert die Orientierung an der Aufgabenstellung des „rein logischen Beweisens“ und die erste Axiomatisierung, nämlich die euklidische Geometrie. Im Mittelalter überlebte sie unabhängig voneinander im frühen Humanismus der Universitäten und in der arabischen Welt.
In der frühen Neuzeit führte François Viète Variablen ein, René Descartes eröffnete durch die Verwendung von Koordinaten einen rechnerischen Zugang zur Geometrie. Die Betrachtung von Änderungsraten (Fluxionen) sowie die Beschreibung von Tangenten und die Bestimmung von Flächeninhalten („Quadratur“) führten zur Infinitesimalrechnung von Gottfried Wilhelm Leibniz und Isaac Newton. Newtons Mechanik und sein Gravitationsgesetz waren auch in den folgenden Jahrhunderten eine Quelle richtungweisender mathematischer Probleme wie des Dreikörperproblems.
Ein anderes Leitproblem der frühen Neuzeit war das Lösen zunehmend komplizierter werdender algebraischer Gleichungen. Zu dessen Behandlung entwickelten Niels Henrik Abel und Évariste Galois den Begriff der Gruppe, der Beziehungen zwischen Symmetrien eines Objektes beschreibt. Als weitere Vertiefung dieser Untersuchungen können die neuere Algebra und insbesondere die algebraische Geometrie angesehen werden.
Eine damals neue Idee im Briefwechsel zwischen Blaise Pascal und Pierre de Fermat im Jahr 1654 führte zur Lösung eines alten Problems, für das es schon andere, allerdings umstrittene Lösungsvorschläge gab. Der Briefwechsel wird als Geburt der klassischen Wahrscheinlichkeitsrechnung angesehen. Die neuen Ideen und Verfahren eroberten viele Bereiche. Aber über Jahrhunderte hinweg kam es zur Aufspaltung der klassischen Wahrscheinlichkeitstheorie in separate Schulen. Versuche, den Begriff „Wahrscheinlichkeit“ explizit zu definieren, gelangen nur für Spezialfälle. Erst das Erscheinen von Andrei Kolmogorows Lehrbuch Grundbegriffe der Wahrscheinlichkeitsrechnung im Jahr 1933 schloss die Entwicklung der Fundamente moderner Wahrscheinlichkeitstheorie ab, siehe dazu auch Geschichte der Wahrscheinlichkeitsrechnung.

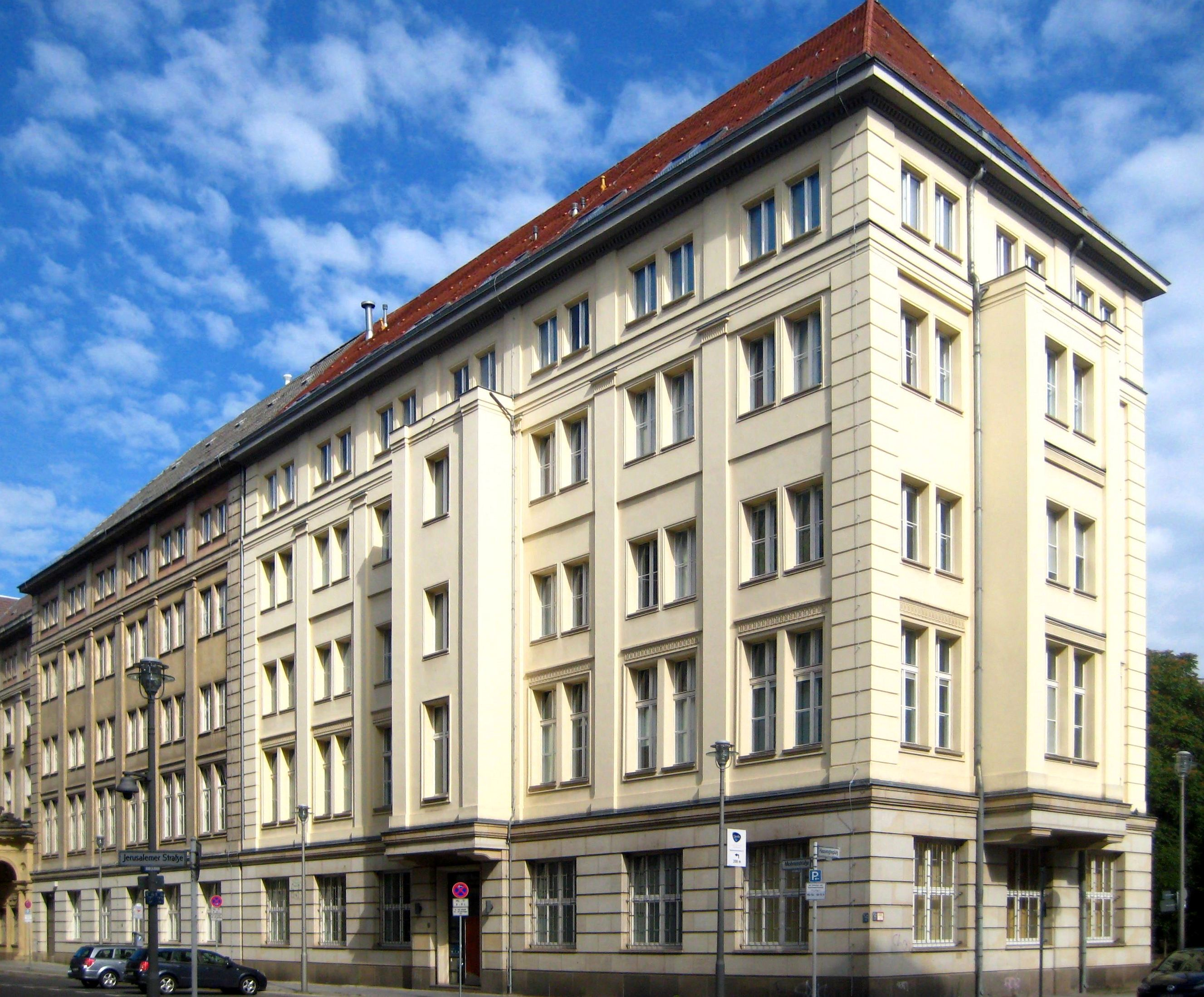
Hauptgebäude des Weierstraß-Institutes in Berlin, das Sitz des Sekretariates des Weltverbandes Internationale Mathematische Union ist

Im Laufe des 19. Jahrhunderts fand die Infinitesimalrechnung durch die Arbeiten von Augustin-Louis Cauchy und Karl Weierstraß ihre heutige strenge Form. Die von Georg Cantor gegen Ende des 19. Jahrhunderts entwickelte Mengenlehre ist aus der heutigen Mathematik ebenfalls nicht mehr wegzudenken, auch wenn sie durch die Paradoxien des naiven Mengenbegriffs zunächst deutlich machte, auf welch unsicherem Fundament die Mathematik vorher stand.
Die Entwicklung der ersten Hälfte des 20. Jahrhunderts stand unter dem Einfluss von David Hilberts Liste von 23 mathematischen Problemen. Eines der Probleme war der Versuch einer vollständigen Axiomatisierung der Mathematik; gleichzeitig gab es starke Bemühungen zur Abstraktion, also des Versuches, Objekte auf ihre wesentlichen Eigenschaften zu reduzieren. So entwickelte Emmy Noether die Grundlagen der modernen Algebra, Felix Hausdorff die allgemeine Topologie als die Untersuchung topologischer Räume und Stefan Banach den wohl wichtigsten Begriff der Funktionalanalysis, den nach ihm benannten Banachraum. Eine noch höhere Abstraktionsebene, einen gemeinsamen Rahmen für die Betrachtung ähnlicher Konstruktionen aus verschiedenen Bereichen der Mathematik, schuf schließlich die Einführung der Kategorientheorie durch Samuel Eilenberg und Saunders Mac Lane.

## Inhalte und Methodik

### Inhalte und Teilgebiete
Die folgende Aufzählung gibt einen ersten chronologischen Überblick über die Breite mathematischer Themen:
- das Rechnen mit Zahlen (Arithmetik – Altertum),
- die Untersuchung von Figuren (Geometrie – Altertum, Euklid),
- das Auflösen von Gleichungen (Algebra – Altertum, Mittelalter und Renaissance, Tartaglia),
- die Untersuchung der korrekten Schlussfolgerungen (Logik – Aristoteles) (teilweise nur zur Philosophie, oft aber auch zur Mathematik gezählt),
- Untersuchungen zur Teilbarkeit (Zahlentheorie – Euklid, Diophant, Fermat, Euler, Gauß, Riemann),
- das rechnerische Erfassen räumlicher Beziehungen (Analytische Geometrie – Descartes, 17. Jahrhundert),
- das Rechnen mit Wahrscheinlichkeiten (Wahrscheinlichkeitstheorie – Pascal, Jakob Bernoulli, Laplace, 17.–19. Jahrhundert),
- die Untersuchung von Funktionen, insbesondere deren Wachstum, Krümmung, des Verhaltens im Unendlichen und der Flächeninhalte unter den Kurven (Analysis – Newton, Leibniz, Ende des 17. Jahrhunderts),
- die Optimierung geometrischer Formen und Funktionen (Mathematische Optimierung – Johann Bernoulli, Leonhard Euler und Joseph-Louis Lagrange, Ende des 17. und 18. Jahrhunderts)
- die Beschreibung physikalischer Felder (Differentialgleichungen, partielle Differentialgleichungen, Vektoranalysis – Euler, die Bernoullis, Laplace, Gauß, Poisson, Fourier, Green, Stokes, Hilbert, 18.–19. Jahrhundert),
- die Perfektionierung der Analysis durch die Einbeziehung komplexer Zahlen (Funktionentheorie – Gauß, Cauchy, Weierstraß, 19. Jahrhundert),
- die Geometrie gekrümmter Flächen und Räume (Differentialgeometrie – Gauß, Riemann, Levi-Civita, 19. Jahrhundert),
- das systematische Studium von Symmetrien (Gruppentheorie – Galois, Abel, Klein, Lie, 19. Jahrhundert),
- die Aufklärung von Paradoxien des Unendlichen (Mengenlehre und mathematische Logik – Cantor, Frege, Russell, Zermelo, Fraenkel, Anfang des 20. Jahrhunderts),
- die stetige Verformung geometrischer Körper (Topologie – Cantor, Poincaré, Fréchet, Hausdorff, Kuratowski, Anfang des 20. Jahrhunderts),
- die Untersuchung von Strukturen und Theorien (Universelle Algebra, Kategorientheorie),
- die Erhebung und Auswertung von Daten (Mathematische Statistik),
- diskrete endliche oder abzählbar unendliche Strukturen (Diskrete Mathematik, Kombinatorik, Graphentheorie – Euler, Cayley, Kőnig, Tutte, Carl Adam Petri) mit engen Beziehungen zur Informatik.

Etwas abseits steht in dieser Aufzählung die Numerische Mathematik, die für konkrete kontinuierliche Probleme aus vielen der oben genannten Bereiche Algorithmen zur Lösung bereitstellt und diese untersucht.
Unterschieden werden ferner die reine Mathematik, auch als theoretische Mathematik bezeichnet, die sich nicht mit außermathematischen Anwendungen befasst, und die angewandte Mathematik, wie zum Beispiel die Versicherungsmathematik und Kryptologie. Die Übergänge der vorstehenden Gebiete sind fließend.

### Fortschreiten durch Problemlösen

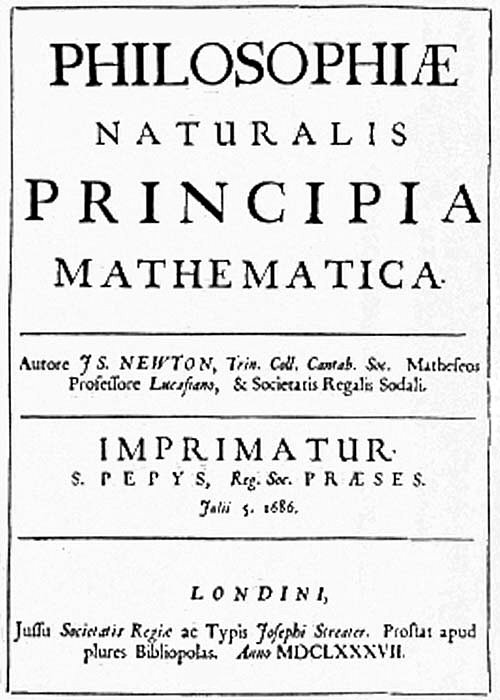
Isaac Newton: Philosophiæ Naturalis Principia Mathematica

Kennzeichnend für die Mathematik ist weiterhin die Weise, wie sie durch das Bearbeiten von „eigentlich zu schweren“ Problemen voranschreitet.
Sobald ein Grundschüler das Addieren natürlicher Zahlen gelernt hat, ist er in der Lage, folgende Frage zu verstehen und durch Probieren zu beantworten: „Welche Zahl muss man zu 3 addieren, um 5 zu erhalten?“ Die systematische Lösung solcher Aufgaben aber erfordert die Einführung eines neuen Konzepts: der Subtraktion. Die Frage lässt sich dann umformulieren zu: „Was ist 5 minus 3?“ Sobald aber die Subtraktion definiert ist, kann man auch die Frage stellen: „Was ist 3 minus 5?“, die auf eine negative Zahl und damit bereits über die Grundschulmathematik hinaus führt.
Ebenso wie in diesem elementaren Beispiel beim individuellen Erlernen ist die Mathematik auch in ihrer Geschichte fortgeschritten: Auf jedem erreichten Stand ist es möglich, wohldefinierte Aufgaben zu stellen, zu deren Lösung weitaus anspruchsvollere Mittel nötig sind. Oft sind zwischen der Formulierung eines Problems und seiner Lösung viele Jahrhunderte vergangen und ist mit der Problemlösung schließlich ein völlig neues Teilgebiet begründet worden: So konnten mit der Infinitesimalrechnung im 17. Jahrhundert Probleme gelöst werden, die seit der Antike offen waren.
Auch eine negative Antwort, der Beweis der Unlösbarkeit eines Problems, kann die Mathematik voranbringen: So ist etwa aus gescheiterten Versuchen zur Auflösung algebraischer Gleichungen die Gruppentheorie entstanden.

### Axiomatische Formulierung und Sprache

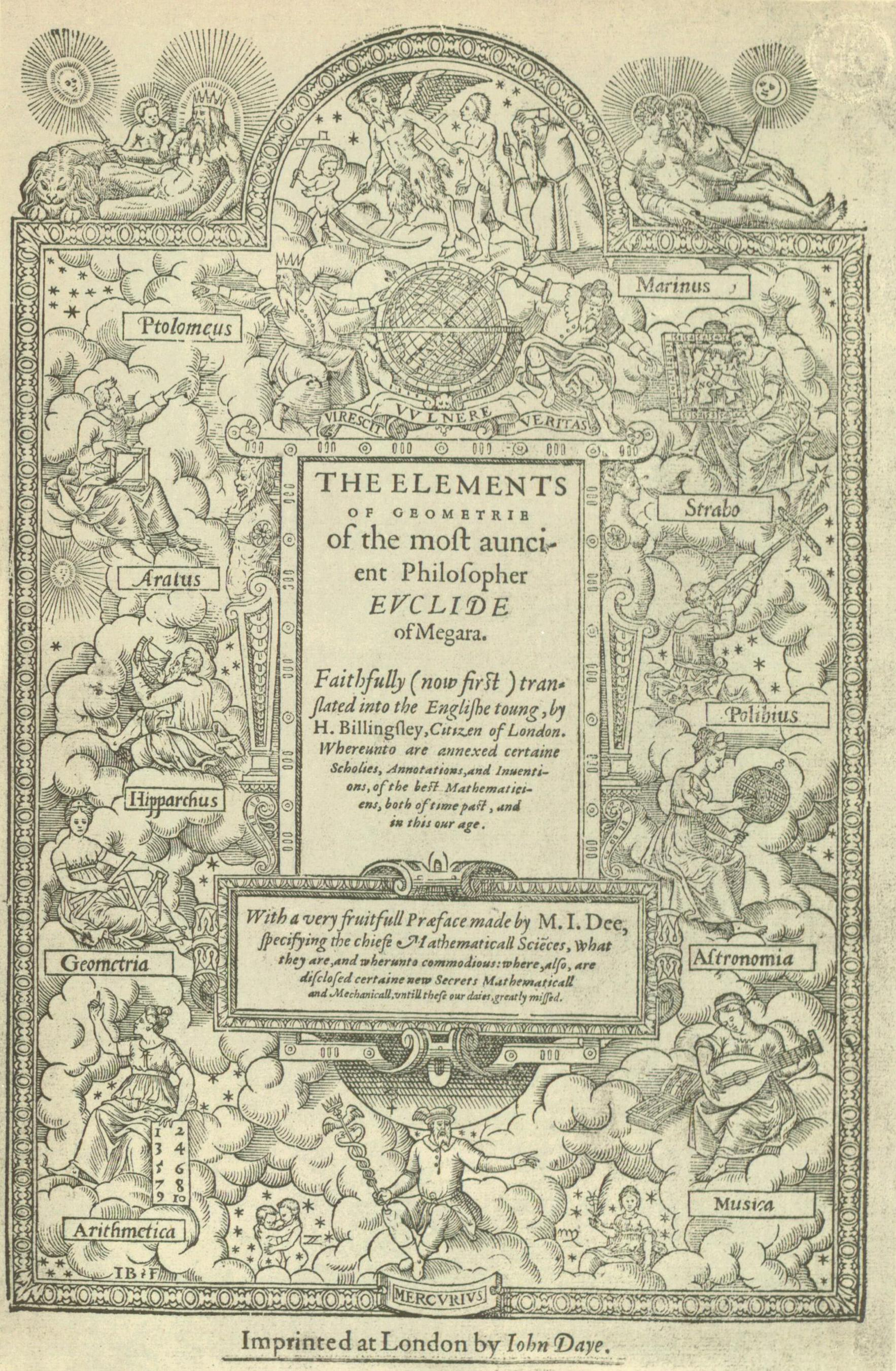
Sir Henry Billingsleys erste englische Ausgabe der Elemente von Euklid (1570)

Seit dem Ende des 19. Jahrhunderts, vereinzelt schon seit der Antike, wird die Mathematik in Form von Theorien präsentiert, die mit Aussagen beginnen, die als wahr angesehen werden; daraus werden dann weitere wahre Aussagen hergeleitet. Diese Herleitung geschieht dabei nach genau festgelegten Schlussregeln. Die Aussagen, mit denen die Theorie beginnt, nennt man Axiome, die aus ihnen hergeleiteten nennt man Sätze. Die Herleitung selbst ist ein Beweis des Satzes. In der Praxis spielen noch Definitionen eine Rolle, durch sie werden mathematische Begriffe durch Rückführung auf grundlegendere eingeführt und präzisiert. Aufgrund dieses Aufbaus der mathematischen Theorien bezeichnet man sie als axiomatische Theorien.
Üblicherweise verlangt man dabei von Axiomen einer Theorie, dass diese widerspruchsfrei sind, dass also nicht gleichzeitig ein Satz und seine Negation wahr sind. Diese Widerspruchsfreiheit selbst lässt sich aber im Allgemeinen nicht innerhalb einer mathematischen Theorie beweisen (dies ist abhängig von den verwendeten Axiomen). Das hat zur Folge, dass etwa die Widerspruchsfreiheit der Zermelo-Fraenkel-Mengenlehre, die fundamental für die moderne Mathematik ist, nicht ohne Zuhilfenahme weiterer Annahmen beweisbar ist.
Die von diesen Theorien behandelten Gegenstände sind abstrakte mathematische Strukturen, die ebenfalls durch Axiome definiert werden. Während in den anderen Wissenschaften die behandelten Gegenstände vorgegeben sind und danach die Methoden zur Untersuchung dieser Gegenstände geschaffen werden, ist bei der Mathematik umgekehrt die Methode vorgegeben und die damit untersuchbaren Gegenstände werden erst danach erschaffen. In dieser Weise nimmt und nahm die Mathematik immer eine Sonderstellung unter den Wissenschaften ein.
Die Weiterentwicklung der Mathematik geschah und geschieht dagegen oft durch Sammlungen von Sätzen, Beweisen und Definitionen, die nicht axiomatisch strukturiert sind, sondern vor allem durch die Intuition und Erfahrung der beteiligten Mathematiker geprägt sind. Die Umwandlung in eine axiomatische Theorie erfolgt erst später, wenn weitere Mathematiker sich mit den dann nicht mehr ganz so neuen Ideen beschäftigen.
Kurt Gödel zeigte um 1930 den nach ihm benannten Unvollständigkeitssatz, der besagt, dass es in jedem Axiomensystem klassischer Logik, das erlaubt, gewisse Aussagen über natürliche Zahlen zu beweisen, entweder Aussagen gibt, die ebenso wenig wie ihre Negation beweisbar sind, oder aber das System selbst widersprüchlich ist.
Mathematik benutzt zur Beschreibung von Sachverhalten eine sehr kompakte Sprache, die auf Fachbegriffen und vor allem Formeln beruht. Eine Darstellung der in den Formeln benutzten Zeichen findet sich in der Liste mathematischer Symbole. Eine Besonderheit der mathematischen Fachsprache besteht in der Bildung von aus Mathematikernamen abgeleiteten Adjektiven wie pythagoreisch, euklidisch, eulersch, abelsch, noethersch und artinsch.

### Anwendungsgebiete

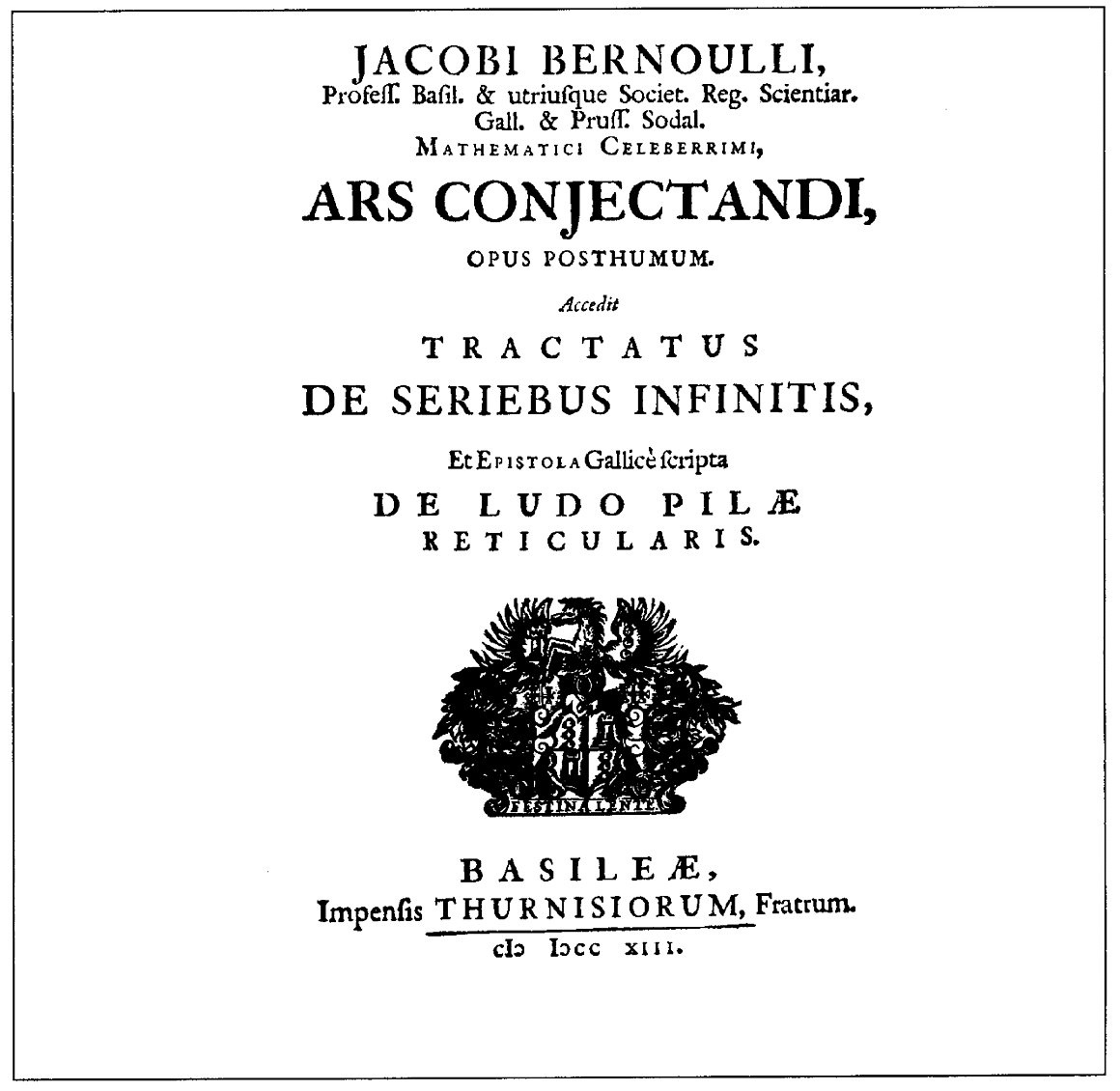
Jakob Bernoulli: Ars Conjectandi (1713)

Die Mathematik ist in allen Wissenschaften anwendbar, die ausreichend formalisiert sind. Daraus ergibt sich ein enges Wechselspiel mit Anwendungen in empirischen Wissenschaften. Über viele Jahrhunderte hinweg hat die Mathematik Anregungen aus der Astronomie, der Geodäsie, der Physik und der Ökonomie aufgenommen und umgekehrt die Grundlagen für den Fortschritt dieser Fächer bereitgestellt. Beispielsweise hat Newton die Infinitesimalrechnung entwickelt, um das physikalische Konzept „Kraft gleich Impulsänderung“ mathematisch zu fassen. Solow entwickelte ein ökonomisches Modell des Wachstums einer Volkswirtschaft, das bis heute die Grundlage der neoklassischen Wachstumstheorie bildet. Fourier hat beim Studium der Wellengleichung die Grundlage für den modernen Funktionsbegriff gelegt und Gauß hat im Rahmen seiner Beschäftigung mit Astronomie und Landvermessung die Methode der kleinsten Quadrate entwickelt und das Lösen von linearen Gleichungssystemen systematisiert. Aus der anfänglichen Untersuchung von Glücksspielen ist die heute allgegenwärtige Statistik hervorgegangen.
Umgekehrt haben Mathematiker zuweilen Theorien entwickelt, die erst später überraschende praktische Anwendungen gefunden haben. So ist zum Beispiel die schon im 16. Jahrhundert entstandene Theorie der komplexen Zahlen zur mathematischen Darstellung des Elektromagnetismus inzwischen unerlässlich geworden. Ein weiteres Beispiel ist der tensorielle Kalkül der Differentialformen, den Einstein für die mathematische Formulierung der allgemeinen Relativitätstheorie verwendet hatte. Des Weiteren galt die Beschäftigung mit der Zahlentheorie lange Zeit als intellektuelle Spielerei ohne praktischen Nutzen, ohne sie wären heute allerdings die moderne Kryptographie und ihre vielfältigen Anwendungen im Internet nicht denkbar.

## Verhältnis zu anderen Wissenschaften

### Kategorisierung der Mathematik

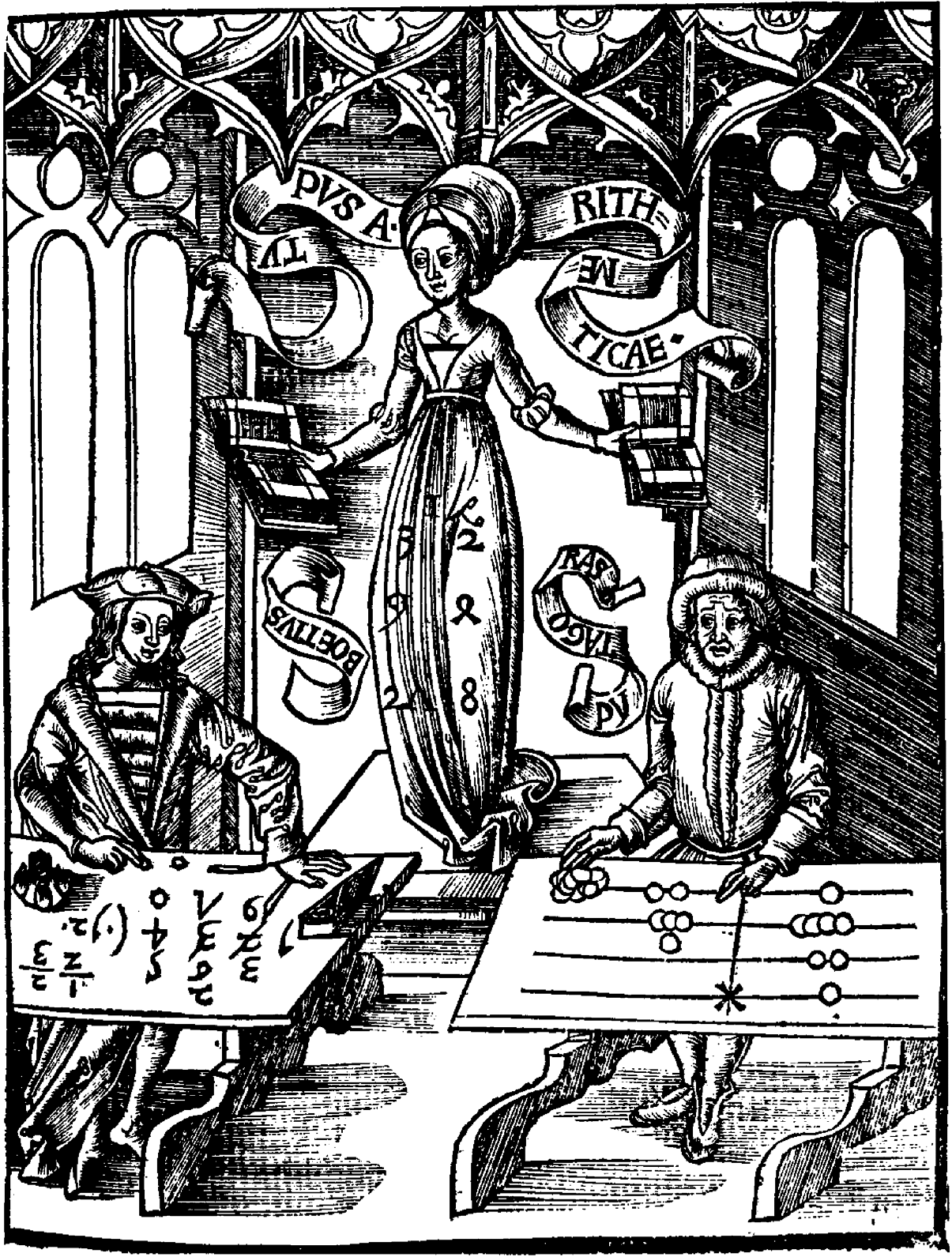
Gregor Reisch: Margarita Philosophica (1508)

Über die Frage, zu welcher Kategorie der Wissenschaften die Mathematik gehört, wird seit langer Zeit kontrovers diskutiert.
Viele mathematische Fragestellungen und Begriffe sind durch die Natur betreffende Fragen motiviert, beispielsweise aus der Physik oder den Ingenieurwissenschaften, und die Mathematik wird als Hilfswissenschaft in nahezu allen Naturwissenschaften herangezogen. Jedoch ist sie selbst keine Naturwissenschaft im eigentlichen Sinne, da ihre Aussagen nicht von Experimenten oder Beobachtungen abhängen. Dennoch wird in der neueren Philosophie der Mathematik davon ausgegangen, dass auch die Methodik der Mathematik immer mehr derjenigen der Naturwissenschaft entspricht. Im Anschluss an Imre Lakatos wird eine „Renaissance des Empirismus“ vermutet, wonach auch Mathematiker Hypothesen aufstellen und für diese Bestätigungen suchen.
Die Mathematik hat methodische und inhaltliche Gemeinsamkeiten mit der Philosophie; beispielsweise ist die Logik ein Überschneidungsbereich der beiden Wissenschaften. Damit könnte man die Mathematik zu den Geisteswissenschaften rechnen, aber auch die Einordnung in die Philosophie ist umstritten.
Auch aus diesen Gründen kategorisieren einige die Mathematik – neben anderen Disziplinen wie der Informatik – als Strukturwissenschaft bzw. Formalwissenschaft.
An deutschen Universitäten gehört die Mathematik meistens zur selben Fakultät wie die Naturwissenschaften, und so wird Mathematikern nach der Promotion in der Regel der akademische Grad eines Dr. rer. nat. (Doktor der Naturwissenschaft) verliehen. Im Gegensatz dazu erreicht im englischen Sprachraum der Hochschulabsolvent die Titel „Bachelor of Arts“ bzw. „Master of Arts“, die eigentlich an Geisteswissenschaftler vergeben werden.

### Sonderrolle unter den Wissenschaften

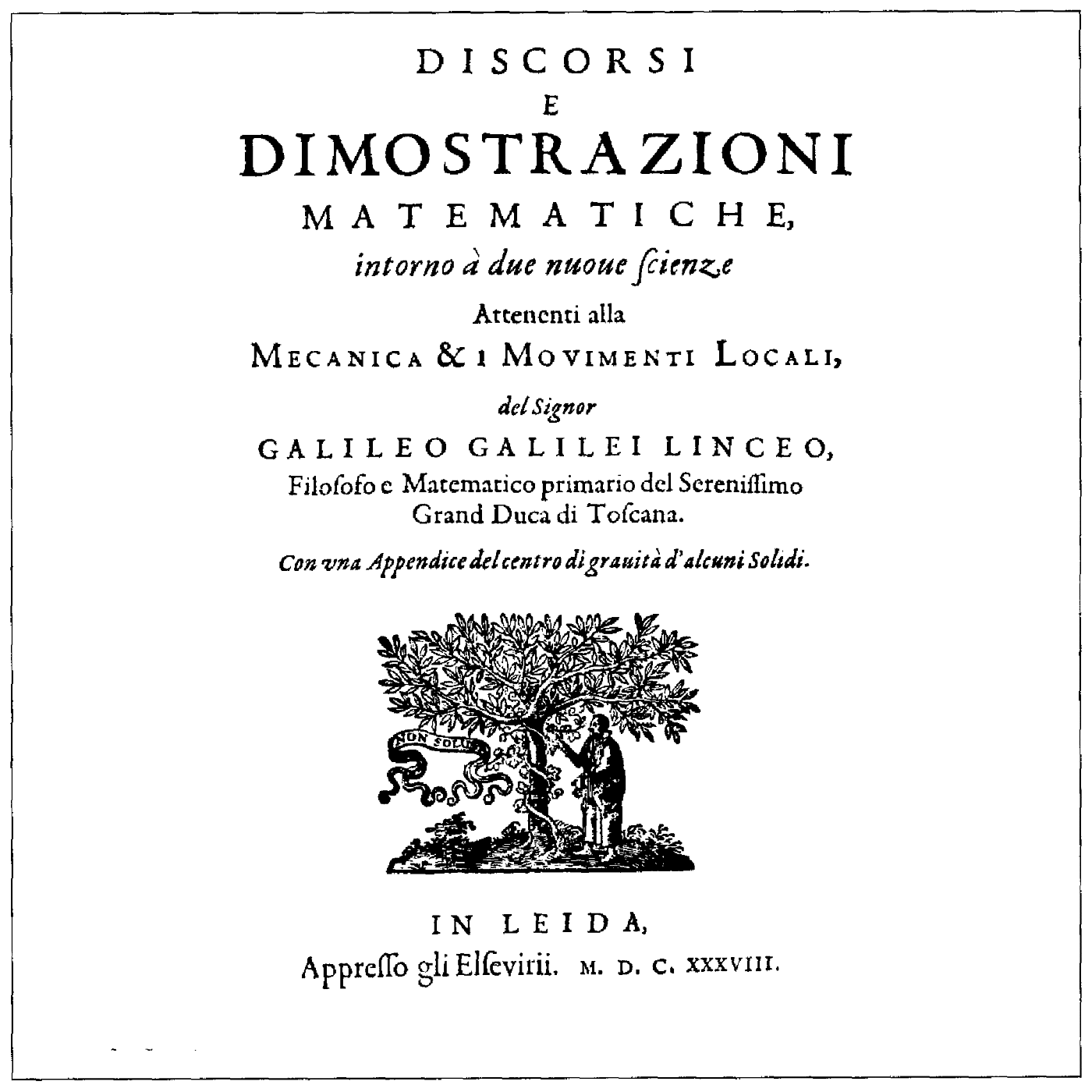
Galileo Galilei: Discorsi e Dimostrazioni Matematiche Intorno a Due Nuove Scienze (1638)

Eine Sonderrolle unter den Wissenschaften nimmt die Mathematik bezüglich der Gültigkeit ihrer Erkenntnisse und der Strenge ihrer Methoden ein. Während beispielsweise alle naturwissenschaftlichen Erkenntnisse durch neue Experimente falsifiziert werden können und daher prinzipiell vorläufig sind, werden mathematische Aussagen durch reine Gedankenoperationen auseinander hervorgebracht oder aufeinander zurückgeführt und brauchen nicht empirisch überprüfbar zu sein. Dafür muss aber für mathematische Erkenntnisse ein streng logischer Beweis gefunden werden, bevor sie als mathematischer Satz anerkannt werden. In diesem Sinn sind mathematische Sätze prinzipiell endgültige und allgemeingültige Wahrheiten, sodass die Mathematik als die exakte Wissenschaft betrachtet werden kann. Gerade diese Exaktheit ist für viele Menschen das Faszinierende an der Mathematik. So sagte David Hilbert auf dem Internationalen Mathematiker-Kongress 1900 in Paris:

„Wir erörtern noch kurz, welche berechtigten allgemeinen Forderungen an die Lösung eines mathematischen Problems zu stellen sind: ich meine vor allem die, daß es gelingt, die Richtigkeit der Antwort durch eine endliche Anzahl von Schlüssen darzutun, und zwar auf Grund einer endlichen Anzahl von Voraussetzungen, welche in der Problemstellung liegen und die jedesmal genau zu formulieren sind. Diese Forderung der logischen Deduktion mittels einer endlichen Anzahl von Schlüssen ist nichts anderes als die Forderung der Strenge in der Beweisführung. In der Tat, die Forderung der Strenge, die in der Mathematik bekanntlich von sprichwörtlicher Bedeutung geworden ist, entspricht einem allgemeinen philosophischen Bedürfnis unseres Verstandes, und andererseits kommt durch ihre Erfüllung allein erst der gedankliche Inhalt und die Fruchtbarkeit des Problems zur vollen Geltung. Ein neues Problem, zumal, wenn es aus der äußeren Erscheinungswelt stammt, ist wie ein junges Reis, welches nur gedeiht und Früchte trägt, wenn es auf den alten Stamm, den sicheren Besitzstand unseres mathematischen Wissens, sorgfältig und nach den strengen Kunstregeln des Gärtners aufgepfropft wird.“

Joseph Weizenbaum vom Massachusetts Institute of Technology bezeichnete die Mathematik als die Mutter aller Wissenschaften.

„Ich behaupte aber, daß in jeder besonderen Naturlehre nur so viel eigentliche Wissenschaft angetroffen werden könne, als darin Mathematik anzutreffen ist.“

Die Mathematik ist daher auch eine kumulative Wissenschaft. Man kennt heute über 2000 mathematische Fachzeitschriften. Dies birgt jedoch auch eine Gefahr: Durch neuere mathematische Gebiete geraten ältere Gebiete in den Hintergrund. Neben sehr allgemeinen Aussagen gibt es auch sehr spezielle Aussagen, für die keine echte Verallgemeinerung bekannt ist. Donald E. Knuth schreibt dazu im Vorwort seines Buches Concrete Mathematics:

“The course title ‘Concrete Mathematics’ was originally intended as an antidote to ‘Abstract Mathematics’, since concrete classical results were rapidly being swept out of the modern mathematical curriculum by a new wave of abstract ideas popularly called the ‘New Math’. Abstract mathematics is a wonderful subject, and there’s nothing wrong with it: It’s beautiful, general and useful. But its adherents had become deluded that the rest of mathematics was inferior and no longer worthy of attention. The goal of generalization had become so fashionable that a generation of mathematicians had become unable to relish beauty in the particular, to enjoy the challenge of solving quantitative problems, or to appreciate the value of technique. Abstract mathematics was becoming inbred and losing touch with reality; mathematical education needed a concrete counterweight in order to restore a healthy balance.”

„Der Veranstaltungstitel ‚Konkrete Mathematik‘ war ursprünglich als Gegenpol zur ‚Abstrakten Mathematik‘ gedacht, denn konkrete, klassische Errungenschaften wurden von einer neuen Welle abstrakter Vorstellungen – gemeinhin ‚New Math‘ (‚neue Mathematik‘) genannt – in rasantem Tempo aus den Lehrplänen gespült. Abstrakte Mathematik ist eine wunderbare Sache, an der nichts auszusetzen ist: Sie ist schön, allgemeingültig und nützlich. Aber ihre Anhänger gelangten zu der irrigen Ansicht, dass die übrige Mathematik minderwertig und nicht mehr beachtenswert sei. Das Ziel der Verallgemeinerung kam dermaßen in Mode, dass eine ganze Generation von Mathematikern nicht mehr im Stande war, Schönheit im Speziellen zu erkennen, die Lösung von quantitativen Problemen als Herausforderung zu begreifen oder den Wert mathematischer Techniken zu schätzen. Die abstrakte Mathematik drehte sich nur noch um sich selbst und verlor den Kontakt zur Realität; in der mathematischen Ausbildung war ein konkretes Gegengewicht notwendig, um wieder ein stabiles Gleichgewicht herzustellen.“

Es kommt somit der älteren mathematischen Literatur eine besondere Bedeutung zu.
Der Mathematiker Claus Peter Ortlieb kritisiert die – seiner Ansicht nach – zu wenig reflektierte Anwendung der modernen Mathematik:

„Man muss sich bewusst machen, dass die Erfassung der Welt durch Mathematik Grenzen hat. Die Annahme, sie funktioniere allein nach mathematischen Gesetzen, führt dazu, dass man nur noch nach diesen Gesetzen Ausschau hält. Natürlich werde ich sie in den Naturwissenschaften auch finden, doch ich muss mir im Klaren darüber sein, dass ich die Welt durch eine Brille hindurch betrachte, die von vornherein große Teile ausblendet. […] Die mathematische Methode ist längst von Wissenschaftlern fast aller Disziplinen übernommen worden und wird in allen möglichen Bereichen angewandt, wo sie eigentlich nichts zu suchen hat. […] Bedenklich sind Zahlen immer dann, wenn sie zu Normierungen führen, obwohl niemand mehr nachvollziehen kann, wie die Zahlen zustande gekommen sind.“

## Mathematik in der Gesellschaft

Logo zum Jahr der Mathematik

### Mathematik im „Wissenschaftsjahr 2008“
Das vom Bundesministerium für Bildung und Forschung (BMBF) seit dem Jahr 2000 jährlich ausgerichtete Wissenschaftsjahr war 2008 das Jahr der Mathematik.

### Mathematik in der Schule
Mathematik spielt in der Schule eine wichtige Rolle als Pflichtfach. Mathematikdidaktik ist die Wissenschaft, die sich mit dem Lehren und Lernen von Mathematik beschäftigt. In den Klassen 5–10 geht es vor allem um das Erlernen von Rechenfertigkeiten. In deutschen Gymnasien werden dann in der Oberstufe, also ab Klasse 11, Differential- und Integralrechnung sowie Analytische Geometrie / Lineare Algebra eingeführt und dazu Stochastik weitergeführt.
Große Verbreitung an Schulen hat der Wettbewerb Känguru der Mathematik gefunden: Von 200 Teilnehmern im Jahr 1995 stieg die Anzahl auf 968.000 im Jahr 2019. Es ist ein Multiple-Choice-Wettbewerb mit Aufgaben zum Knobeln, zum Rechnen und zum Schätzen, der vor allem Freude an der Beschäftigung mit Mathematik wecken soll. Die Aufgaben erfordern keine schriftliche Begründung.

### Mathematik als Studienfach und Beruf
Menschen, die sich beruflich mit der Entwicklung und der Anwendung der Mathematik beschäftigen, nennt man Mathematiker.
Neben dem Mathematikstudium, in dem man seine Schwerpunkte auf reine und/oder angewandte Mathematik setzen kann, sind in neuerer Zeit vermehrt interdisziplinäre Studiengänge wie Technomathematik, Wirtschaftsmathematik, Computermathematik oder Biomathematik eingerichtet worden. Ferner ist das Lehramt an weiterführenden Schulen und Hochschulen ein wichtiger mathematischer Berufszweig. An deutschen Universitäten wurde im Rahmen des Bologna-Prozesses das Diplom auf Bachelor/Master-Studiengänge umgestellt. Eine gewisse Anzahl an Semesterwochenstunden in Mathematik müssen auch angehende Informatiker, Chemiker, Biologen, Physiker, Geologen und Ingenieure belegen.
Die häufigsten Arbeitgeber für Mathematiker sind Versicherungen, Banken und Unternehmensberatungen, insbesondere im Bereich mathematischer Finanzmodelle und Consulting, aber auch im IT-Bereich. Darüber hinaus werden in fast allen Branchen Mathematiker eingesetzt.

## Mathematische Museen und Sammlungen
Mathematik ist eine der ältesten Wissenschaften und auch eine experimentelle Wissenschaft. Diese beiden Aspekte lassen sich durch Museen und historische Sammlungen sehr gut verdeutlichen.
Die älteste Einrichtung dieser Art in Deutschland ist der 1728 gegründete Mathematisch-Physikalische Salon in Dresden. Das Arithmeum in Bonn am dortigen Institut für diskrete Mathematik geht in die 1970er Jahre zurück und beruht auf der Sammlung von Rechengeräten des Mathematikers Bernhard Korte. Das Heinz Nixdorf MuseumsForum (Abkürzung „HNF“) in Paderborn ist das größte deutsche Museum zur Entwicklung der Rechentechnik (insbesondere des Computers). Das Mathematikum in Gießen wurde 2002 von Albrecht Beutelspacher gegründet und wird von ihm laufend weiterentwickelt. Im Museumsquartier in Wien befand sich von 2003 bis 2017 das von Rudolf Taschner geleitete Math.space, das die Mathematik im Kontext zu Kultur und Zivilisation zeigte. Die Technische Universität Wien startete 2018 mit dem TU Forum Mathematik ein Nachfolgeprojekt.
Darüber hinaus sind zahlreiche Spezialsammlungen an Universitäten untergebracht, aber auch in umfassenderen Sammlungen wie zum Beispiel im Deutschen Museum in München oder im Museum für Technikgeschichte in Berlin (Rechner von Konrad Zuse entwickelt und gebaut).

## Aphorismen über Mathematik und Mathematiker (Auswahl)
Folgende Aphorismen bekannter Persönlichkeiten sind zu finden:
- Albert Einstein: Die Mathematik handelt ausschließlich von den Beziehungen der Begriffe zueinander ohne Rücksicht auf deren Bezug zur Erfahrung.
- Galileo Galilei: Mathematik ist das Alphabet, mit dessen Hilfe Gott das Universum beschrieben hat.
- Johann Wolfgang von Goethe: Die Mathematiker sind eine Art Franzosen: Redet man zu ihnen, so übersetzen sie es in ihre Sprache, und dann ist es alsobald ganz etwas anderes.
- Godfrey Harold Hardy: Der Mathematiker ist ein Hersteller von Schemata.
- David Hilbert: Aus dem Paradies, das Cantor uns geschaffen, soll uns niemand vertreiben können.
- Novalis: Die ganze Mathematik ist eigentlich eine Gleichung im Großen für die anderen Wissenschaften.
- Friedrich Nietzsche: Wir wollen die Feinheit und Strenge der Mathematik in alle Wissenschaften hineintreiben, so weit diess nur irgend möglich ist, nicht im Glauben, dass wir auf diesem Wege die Dinge erkennen werden, sondern um damit unsere menschliche Relation zu den Dingen festzustellen. Die Mathematik ist nur das Mittel der allgemeinen und letzten Menschenkenntniss.[7]
- Bertrand Russell: Mathematik ist die Wissenschaft, bei der man nicht weiß, wovon man spricht, noch ob das, was man sagt, wahr ist.
- Friedrich Schlegel: Die Mathematik ist gleichsam eine sinnliche Logik, sie verhält sich zur Philosophie wie die materiellen Künste, Musik und Plastik, zur Poesie.
- James Joseph Sylvester: Mathematik ist die Musik der Vernunft.
- Ludwig Wittgenstein: Die Mathematik ist eine Methode der Logik.